# Polk County, Minnesota
Polk County är ett administrativt område i delstaten Minnesota i USA, med 31 600 invånare. Den administrativa huvudorten (county seat) är Crookston. Countyt är uppkallat efter James K. Polk.

## Politik
Polk County är ett så kallat swing distrikt och det brukar vara jämnt mellan republikanerna och demokraterna i valen. Under senare år har countyt dock röstat alltmer republikanskt. Republikanernas kandidat har vunnit countyt i fyra av fem presidentval under 2000-talet, alla utom valet 2008 då demokraternas kandidat vann countyt. I valet 2016 vann republikanernas kandidat med 60,7 procent av rösterna mot 31,9 för demokraternas kandidat, vilket är den största segern i countyt för en republikansk kandidat sedan valet 1920.

## Geografi
Enligt United States Census Bureau har countyt en total area på 5 174 km². 5 103 km² av den arean är land och 71 km² är vatten.

### Angränsande countyn
- Marshall County - norr
- Pennington County - nordost
- Red Lake County - nordost
- Clearwater County - öst
- Mahnomen County - sydost
- Norman County - söder
- Traill County, North Dakota - sydväst
- Grand Forks County, North Dakota - väst

### Orter
- Beltrami
- Climax
- Crookston (huvudort)
- East Grand Forks
- Erskine
- Fertile
- Fisher
- Fosston
- McIntosh
- Mentor
- Winger